# (38404) 1999 RF202
1999 RF202 (asteroide 38404) é um asteroide da cintura principal. Possui uma excentricidade de 0.11430940 e uma inclinação de 9.38185º.
Este asteroide foi descoberto no dia 8 de setembro de 1999 por LINEAR em Socorro.